# Élections départementales de 2021 en Charente
Les élections départementales en Charente ont lieu les 20 et 27 juin 2021.

## Contexte départemental

### Assemblée départementale sortante
Avant les élections, le conseil départemental de la Charente est présidé par Jérôme Sourisseau (UDI).
Il comprend 38 conseillers départementaux issus des 19 cantons de la Charente.
| Président du Conseil départemental   |       |       |      |                      |
| Jérôme Sourisseau (UDI)              |       |       |      |                      |
| Parti                                | Sigle | Sigle | Élus | Groupes              |
| Majorité (20 sièges)                 |       |       |      |                      |
| Divers droite                        |       | DVD   | 8    | En avant la Charente |
| Union des démocrates et indépendants |       | UDI   | 6    | En avant la Charente |
| Les Républicains                     |       | LR    | 5    | En avant la Charente |
| MoDem                                |       | MoDem | 1    | En avant la Charente |
| Opposition (18 sièges)               |       |       |      |                      |
| Parti socialiste                     |       | PS    | 8    | Élus de gauche       |
| Divers gauche                        |       | DVG   | 7    | Élus de gauche       |
| Parti communiste français            |       | PCF   | 1    | Élus de gauche       |
| Europe Écologie Les Verts            |       | EÉLV  | 1    | Élus de gauche       |
| Divers gauche                        |       | DVG   | 1    | Non-inscrit          |

## Système électoral
Les élections ont lieu au scrutin majoritaire binominal à deux tours. Le système est paritaire : les candidatures sont présentées sous la forme d'un binôme composé d'une femme et d'un homme avec leurs suppléants (une femme et un homme également).
Pour être élu au premier tour, un binôme doit obtenir la majorité absolue des suffrages exprimés et un nombre de suffrages au moins égal à 25 % des électeurs inscrits. Si aucun binôme n'est élu au premier tour, seuls peuvent se présenter au second tour les binômes qui ont obtenu un nombre de suffrages au moins égal à 12,5 % des électeurs inscrits, sans possibilité pour les binômes de fusionner. Est élu au second tour le binôme qui obtient le plus grand nombre de voix.

## Résultats à l'échelle du département

### Résultats par nuances du ministère de l'Intérieur
Les nuances utilisées par le ministère de l'Intérieur ne tiennent pas compte des alliances locales.
| Binômes                  | Binômes                             | Binômes                  | Premier tour | Premier tour | Premier tour | Second tour | Second tour   | Second tour | Total | +/-           |  |
| Binômes                  | Binômes                             | Binômes                  | Voix         | %            | Sièges       | Voix        | %             | Sièges      | Total | +/-           |  |
| ------------------------ | ----------------------------------- | ------------------------ | ------------ | ------------ | ------------ | ----------- | ------------- | ----------- | ----- | ------------- |  |
|                          | Divers centre                       | DVC                      | 17 908       | 22,86        | 0            | 20 880      | 26,10         | 8           | 8     | Nv.           |  |
|                          | Union à gauche                      | UG                       | 13 455       | 17,17        | 0            | 15 258      | 19,07         | 10          | 10    | 6             |  |
|                          | Divers gauche                       | DVG                      | 10 533       | 13,44        | 0            | 11 021      | 13,78         | 4           | 4     | 2             |  |
|                          | Divers droite                       | DVD                      | 9 295        | 11,86        | 0            | 9 380       | 11,73         | 4           | 4     | 4             |  |
|                          | Rassemblement national              | RN                       | 4 579        | 5,84         | 0            | 1 365       | 1,71          | 0           | 0     | en stagnation |  |
|                          | Union à gauche avec des écologistes | UGE                      | 4 421        | 5,64         | 0            | 5 228       | 6,54          | 2           | 2     | Nv.           |  |
|                          | Union au centre et à droite         | UCD                      | 4 155        | 5,30         | 0            | 5 244       | 6,56          | 2           | 2     | Nv.           |  |
|                          | Écologiste                          | ECO                      | 2 645        | 3,38         | 0            | 1 543       | 1,93          | 0           | 0     | Nv.           |  |
|                          | La République en marche             | REM                      | 2 288        | 2,92         | 0            | 2 697       | 3,37          | 2           | 2     | Nv.           |  |
|                          | Les Républicains                    | LR                       | 1 923        | 2,45         | 0            | 2 125       | 2,66          | 2           | 2     | 2             |  |
|                          | La France insoumise                 | FI                       | 2 026        | 2,59         | 0            |             |               |             | 0     | en stagnation |  |
|                          | Divers                              | DIV                      | 408          | 0,52         | 0            | 0           | en stagnation |             |       |               |  |
|                          |                                     |                          |              |              |              |             |               |             |       |               |  |
| Suffrages exprimés       | Suffrages exprimés                  | Suffrages exprimés       | 78 352       | 92,38        |              | 79 997      | 92,64         |             |       |               |  |
| Votes blancs             | Votes blancs                        | Votes blancs             | 3 698        | 4,36         | 3 682        | 4,26        |               |             |       |               |  |
| Votes nuls               | Votes nuls                          | Votes nuls               | 2 765        | 3,26         | 2 669        | 3,09        |               |             |       |               |  |
| Total                    | Total                               | Total                    | 84 812       | 100          | 0            | 86 348      | 100           | 38          | 38    | en stagnation |  |
| Abstentions              | Abstentions                         | Abstentions              | 169 206      | 66,61        |              | 167 705     | 66,01         |             |       |               |  |
| Inscrits / participation | Inscrits / participation            | Inscrits / participation | 254 018      | 33,39        | 25 053       | 33,99       |               |             |       |               |  |

### Élus par canton
| Canton             | Conseiller Sortant         | Parti | Parti | Conseiller élu             | Parti | Parti |
| ------------------ | -------------------------- | ----- | ----- | -------------------------- | ----- | ----- |
| Angoulême-1        | Agnès Bel                  |       | DVD   | Hélène Gingast             |       | DVG   |
| Angoulême-1        | Samuel Cazenave            |       | UDI   | Patrick Mardikian          |       | DVG   |
| Angoulême-2        | Annick Richard             |       | PS    | Laetitia Regrenil          |       | LREM  |
| Angoulême-2        | Frédéric Sardin            |       | DVG   | Thomas Mesnier             |       | LREM  |
| Angoulême-3        | Stéphanie Garcia           |       | DVD   | Stéphanie Garcia           |       | DVD   |
| Angoulême-3        | François Nebout            |       | DVD   | François Nebout            |       | DVD   |
| Boëme-Échelle      | Marie-Claude Rochard       |       | DVG   | Célia Helion               |       | DVG   |
| Boëme-Échelle      | Jean Michel Tamagna        |       | PS    | Michel Carteret            |       | DVG   |
| Boixe-et-Manslois  | Patrick Berthault          |       | PCF   | Pierre-Hermann Mugnier     |       | PS    |
| Boixe-et-Manslois  | Nicole Bonnefoy            |       | PS    | Nicole Bonnefoy            |       | PS    |
| Charente-Bonnieure | Fabrice Point              |       | PS    | Fabrice Point              |       | PS    |
| Charente-Bonnieure | Sandrine Precigout         |       | PS    | Sandrine Precigout         |       | PS    |
| Charente-Champagne | Marie-Claude Guionnet      |       | DVD   | Marina Barbot              |       | DVD   |
| Charente-Champagne | Jean-Paul Zucchi           |       | LR    | Jean-Paul Zucchi           |       | LR    |
| Charente-Nord      | Brigitte Fouré             |       | UDI   | Brigitte Fouré             |       | UDI   |
| Charente-Nord      | Didier Villat              |       | DVD   | Fabrice Geoffroy           |       | DVD   |
| Charente-Sud       | Jacques Chabot             |       | UDI   | Jacques Chabot             |       | UDI   |
| Charente-Sud       | Isabelle Lagarde           |       | DVD   | Isabelle Lagarde           |       | DVD   |
| Charente-Vienne    | Philippe Bouty             |       | DVG   | Philippe Bouty             |       | DVG   |
| Charente-Vienne    | Jeanine Durepaire          |       | DVG   | Jeanine Durepaire          |       | DVG   |
| Cognac-1           | Jean-Hubert Lelièvre       |       | LR    | Jean-Hubert Lelièvre       |       | LR    |
| Cognac-1           | Florence Péchevis          |       | LR    | Florence Péchevis          |       | LR    |
| Cognac-2           | Pierre-Yves Briand         |       | MoDem | Pierre-Yves Briand         |       | MoDem |
| Cognac-2           | Émilie Richaud             |       | DVD   | Émilie Richaud             |       | DVD   |
| La Couronne        | Gérard Bruneteau           |       | DVG   | Jean-François Dauré        |       | PS    |
| La Couronne        | Fabienne Godichaud         |       | PS    | Fabienne Godichaud         |       | PS    |
| Gond-Pontouvre     | Jeanne Filloux             |       | DVG   | Maryline Vinet             |       | PCF   |
| Gond-Pontouvre     | Thibaut Simonin            |       | PS    | Thibaut Simonin            |       | PS    |
| Jarnac             | Catherine Parent           |       | DVD   | Anne Martron               |       | DVD   |
| Jarnac             | Jérôme Sourisseau          |       | UDI   | Jérôme Sourisseau          |       | UDI   |
| Touvre-et-Braconne | Michel Buisson             |       | DVG   | Michel Buisson             |       | DVG   |
| Touvre-et-Braconne | Fatna Ziad                 |       | DVG   | Fatna Ziad                 |       | DVG   |
| Tude-et-Lavalette  | Didier Jobit               |       | UDI   | Patrick Gallès             |       | PS    |
| Tude-et-Lavalette  | Christine Labrousse        |       | DVD   | Nelly Vergez               |       | DVG   |
| Val de Nouère      | Marie Henriette Beaugendre |       | UDI   | Marie Henriette Beaugendre |       | UDI   |
| Val de Nouère      | François Bonneau           |       | DVD   | François Bonneau           |       | DVD   |
| Val de Tardoire    | Michel Boutant             |       | PS    | Michaël Canit              |       | PS    |
| Val de Tardoire    | Maryse Lavie-Cambot        |       | EÉLV  | Marie Pragout              |       | EÉLV  |

## Résultats par canton
Les binômes sont présentés par ordre décroissant des résultats au premier tour. En cas de victoire au second tour du binôme arrivé en deuxième place au premier, ses résultats sont indiqués en gras.

### Canton d'Angoulême-1
| Candidats                | Candidats                | Partis                   | Nuance                   | Premier tour | Premier tour | Second tour | Second tour |
| Candidats                | Candidats                | Partis                   | Nuance                   | Voix         | %            | Voix        | %           |
| ------------------------ | ------------------------ | ------------------------ | ------------------------ | ------------ | ------------ | ----------- | ----------- |
|                          | Sylvie Carrera           | DVD                      | DVD                      | 1 335        | 43,29        | 1 565       | 46,15       |
|                          | Guillaume Chupin         | LR                       | DVD                      | 1 335        | 43,29        | 1 565       | 46,15       |
|                          | Hélène Gingast           | DVG                      | DVG                      | 1 311        | 42,51        | 1 826       | 53,85       |
|                          | Patrick Mardikian        | DVG                      | DVG                      | 1 311        | 42,51        | 1 826       | 53,85       |
|                          | Aude Marchand            | LFI                      | FI                       | 438          | 14,20        |             |             |
|                          | François Quirier         | LFI                      | FI                       | 438          | 14,20        |             |             |
|                          |                          |                          |                          |              |              |             |             |
| Suffrages exprimés       | Suffrages exprimés       | Suffrages exprimés       | Suffrages exprimés       | 3 084        | 93,80        | 3 391       | 94,30       |
| Votes blancs             | Votes blancs             | Votes blancs             | Votes blancs             | 128          | 3,89         | 119         | 3,31        |
| Votes nuls               | Votes nuls               | Votes nuls               | Votes nuls               | 76           | 2,31         | 86          | 2,39        |
| Total                    | Total                    | Total                    | Total                    | 3 288        | 100          | 3 596       | 100         |
| Abstention               | Abstention               | Abstention               | Abstention               | 8 273        | 71,56        | 7 967       | 68,90       |
| Inscrits / participation | Inscrits / participation | Inscrits / participation | Inscrits / participation | 11 561       | 28,44        | 11 563      | 31,10       |

### Canton d'Angoulême-2
| Candidats                | Candidats                | Partis                   | Nuance                   | Premier tour | Premier tour | Second tour | Second tour |
| Candidats                | Candidats                | Partis                   | Nuance                   | Voix         | %            | Voix        | %           |
| ------------------------ | ------------------------ | ------------------------ | ------------------------ | ------------ | ------------ | ----------- | ----------- |
|                          | Thomas Mesnier           | LREM                     | REM                      | 1 318        | 42,18        | 1 748       | 53,11       |
|                          | Laëtitia Regrenil        | Agir                     | REM                      | 1 318        | 42,18        | 1 748       | 53,11       |
|                          | Jacques Nicolas          | EÉLV                     | ECO                      | 877          | 28,06        | 1 543       | 46,89       |
|                          | Béatrice Pailler         | EÉLV                     | ECO                      | 877          | 28,06        | 1 543       | 46,89       |
|                          | Brigitte Banizette       | DVG                      | DVG                      | 559          | 17,89        |             |             |
|                          | Frédéric Sardin          | DVG                      | DVG                      | 559          | 17,89        |             |             |
|                          | Marianne Grellety Sedano | LFI                      | FI                       | 371          | 11,87        |             |             |
|                          | René Pilato              | LFI                      | FI                       | 371          | 11,87        |             |             |
|                          |                          |                          |                          |              |              |             |             |
| Suffrages exprimés       | Suffrages exprimés       | Suffrages exprimés       | Suffrages exprimés       | 3 125        | 91,21        | 3 291       | 92,11       |
| Votes blancs             | Votes blancs             | Votes blancs             | Votes blancs             | 208          | 6,07         | 177         | 4,95        |
| Votes nuls               | Votes nuls               | Votes nuls               | Votes nuls               | 93           | 2,71         | 105         | 2,94        |
| Total                    | Total                    | Total                    | Total                    | 3 426        | 100          | 3 573       | 100         |
| Abstention               | Abstention               | Abstention               | Abstention               | 8 319        | 70,83        | 8 174       | 69,58       |
| Inscrits / participation | Inscrits / participation | Inscrits / participation | Inscrits / participation | 11 745       | 29,17        | 11 747      | 30,42       |

### Canton d'Angoulême-3
| Candidats                | Candidats                | Partis                   | Nuance                   | Premier tour | Premier tour | Second tour | Second tour |
| Candidats                | Candidats                | Partis                   | Nuance                   | Voix         | %            | Voix        | %           |
| ------------------------ | ------------------------ | ------------------------ | ------------------------ | ------------ | ------------ | ----------- | ----------- |
|                          | Stéphanie Garcia         | DVD                      | DVD                      | 1 916        | 52,45        | 2 067       | 52,85       |
|                          | François Nebout          | DVD                      | DVD                      | 1 916        | 52,45        | 2 067       | 52,85       |
|                          | Christophe Duhoux        | EÉLV                     | UGE                      | 1 329        | 36,38        | 1 844       | 47,15       |
|                          | Alexia Portal            | G.s                      | UGE                      | 1 329        | 36,38        | 1 844       | 47,15       |
|                          | Anne-Aziliz Petit        | LFI                      | DIV                      | 408          | 11,17        |             |             |
|                          | Enzo Tittarelli          | LFI                      | DIV                      | 408          | 11,17        |             |             |
|                          |                          |                          |                          |              |              |             |             |
| Suffrages exprimés       | Suffrages exprimés       | Suffrages exprimés       | Suffrages exprimés       | 3 653        | 93,50        | 3 911       | 94,61       |
| Votes blancs             | Votes blancs             | Votes blancs             | Votes blancs             | 160          | 4,10         | 127         | 3,07        |
| Votes nuls               | Votes nuls               | Votes nuls               | Votes nuls               | 94           | 2,41         | 96          | 2,32        |
| Total                    | Total                    | Total                    | Total                    | 3 907        | 100          | 4 134       | 100         |
| Abstention               | Abstention               | Abstention               | Abstention               | 9 779        | 71,45        | 9 552       | 69,79       |
| Inscrits / participation | Inscrits / participation | Inscrits / participation | Inscrits / participation | 13 686       | 28,55        | 13 686      | 30,21       |

### Canton de Boëme-Échelle
| Candidats                | Candidats                | Partis                   | Nuance                   | Premier tour | Premier tour | Second tour | Second tour |
| Candidats                | Candidats                | Partis                   | Nuance                   | Voix         | %            | Voix        | %           |
| ------------------------ | ------------------------ | ------------------------ | ------------------------ | ------------ | ------------ | ----------- | ----------- |
|                          | Michel Carteret          | DVG                      | UG                       | 2 265        | 55,68        | 2 477       | 56,14       |
|                          | Célia Helion             | DVG                      | UG                       | 2 265        | 55,68        | 2 477       | 56,14       |
|                          | Annick Andrieux          | DVD                      | DVC                      | 1 803        | 44,32        | 1 935       | 43,86       |
|                          | Dominique Perez          | DVD                      | DVC                      | 1 803        | 44,32        | 1 935       | 43,86       |
|                          |                          |                          |                          |              |              |             |             |
| Suffrages exprimés       | Suffrages exprimés       | Suffrages exprimés       | Suffrages exprimés       | 4 068        | 90,00        | 4 412       | 92,98       |
| Votes blancs             | Votes blancs             | Votes blancs             | Votes blancs             | 312          | 6,90         | 214         | 4,51        |
| Votes nuls               | Votes nuls               | Votes nuls               | Votes nuls               | 140          | 3,10         | 119         | 2,51        |
| Total                    | Total                    | Total                    | Total                    | 4 520        | 100          | 4 745       | 100         |
| Abstention               | Abstention               | Abstention               | Abstention               | 9 662        | 68,13        | 9 441       | 66,55       |
| Inscrits / participation | Inscrits / participation | Inscrits / participation | Inscrits / participation | 14 182       | 31,87        | 14 186      | 33,45       |

### Canton de Boixe-et-Manslois
| Candidats                | Candidats                | Partis                   | Nuance                   | Premier tour | Premier tour | Second tour | Second tour |
| Candidats                | Candidats                | Partis                   | Nuance                   | Voix         | %            | Voix        | %           |
| ------------------------ | ------------------------ | ------------------------ | ------------------------ | ------------ | ------------ | ----------- | ----------- |
|                          | Nicole Bonnefoy          | PS                       | UG                       | 2 400        | 53,33        | 2 818       | 66,24       |
|                          | Pierre Mugnier           | PS                       | UG                       | 2 400        | 53,33        | 2 818       | 66,24       |
|                          | Jimmy Hentry             | DVD                      | DVC                      | 1 056        | 23,47        | 1 436       | 33,16       |
|                          | Ioana Vaudin             | DVD                      | DVC                      | 1 056        | 23,47        | 1 436       | 33,16       |
|                          | Francis Demortier        | RN                       | RN                       | 1 044        | 23,20        |             |             |
|                          | Martine Flament          | RN                       | RN                       | 1 044        | 23,20        |             |             |
|                          |                          |                          |                          |              |              |             |             |
| Suffrages exprimés       | Suffrages exprimés       | Suffrages exprimés       | Suffrages exprimés       | 4 500        | 93,71        | 4 254       | 91,23       |
| Votes blancs             | Votes blancs             | Votes blancs             | Votes blancs             | 160          | 3,33         | 226         | 4,85        |
| Votes nuls               | Votes nuls               | Votes nuls               | Votes nuls               | 142          | 2,96         | 183         | 3,92        |
| Total                    | Total                    | Total                    | Total                    | 4 802        | 100          | 4 663       | 100         |
| Abstention               | Abstention               | Abstention               | Abstention               | 8 399        | 63,62        | 8 540       | 64,68       |
| Inscrits / participation | Inscrits / participation | Inscrits / participation | Inscrits / participation | 13 201       | 36,38        | 13 203      | 35,32       |

### Canton de Charente-Bonnieure
| Candidats                | Candidats                | Partis                   | Nuance                   | Premier tour | Premier tour | Second tour | Second tour |
| Candidats                | Candidats                | Partis                   | Nuance                   | Voix         | %            | Voix        | %           |
| ------------------------ | ------------------------ | ------------------------ | ------------------------ | ------------ | ------------ | ----------- | ----------- |
|                          | Fabrice Point            | PS                       | SOC                      | 2 580        | 56,37        | 3 013       | 67,42       |
|                          | Sandrine Précigout       | PS                       | SOC                      | 2 580        | 56,37        | 3 013       | 67,42       |
|                          | Stéphane Dupuy           | DVD                      | DVC                      | 1 171        | 25,58        | 1 456       | 32,58       |
|                          | Ingrid Vincent           | DVD                      | DVC                      | 1 171        | 25,58        | 1 456       | 32,58       |
|                          | Jean-Pierre Montauban    | DVG                      | DVG                      | 826          | 18,05        |             |             |
|                          | Josiane Pereira          | DVG                      | DVG                      | 826          | 18,05        |             |             |
|                          |                          |                          |                          |              |              |             |             |
| Suffrages exprimés       | Suffrages exprimés       | Suffrages exprimés       | Suffrages exprimés       | 4 577        | 93,71        | 4 469       | 93,28       |
| Votes blancs             | Votes blancs             | Votes blancs             | Votes blancs             | 158          | 3,24         | 154         | 3,21        |
| Votes nuls               | Votes nuls               | Votes nuls               | Votes nuls               | 149          | 3,05         | 168         | 3,51        |
| Total                    | Total                    | Total                    | Total                    | 4 884        | 100          | 4 791       | 100         |
| Abstention               | Abstention               | Abstention               | Abstention               | 7 673        | 61,11        | 7 771       | 61,86       |
| Inscrits / participation | Inscrits / participation | Inscrits / participation | Inscrits / participation | 12 557       | 38,89        | 12 562      | 38,14       |

### Canton de Charente-Champagne
| Candidats                | Candidats                | Partis                   | Nuance                   | Premier tour | Premier tour | Second tour | Second tour |
| Candidats                | Candidats                | Partis                   | Nuance                   | Voix         | %            | Voix        | %           |
| ------------------------ | ------------------------ | ------------------------ | ------------------------ | ------------ | ------------ | ----------- | ----------- |
|                          | Marina Barbot            | DVD                      | DVC                      | 1 418        | 36,76        | 1 974       | 57,94       |
|                          | Jean Paul Zucchi         | LR                       | DVC                      | 1 418        | 36,76        | 1 974       | 57,94       |
|                          | Bernard Mauzé            | DVD                      | DVD                      | 948          | 24,58        | 1 433       | 42,06       |
|                          | Léa Michaud-Laurichesse  | DVD                      | DVD                      | 948          | 24,58        | 1 433       | 42,06       |
|                          | Robert Gellibert         | RN                       | RN                       | 806          | 20,90        |             |             |
|                          | Anna Martinese           | RN                       | RN                       | 806          | 20,90        |             |             |
|                          | Laurent Ratat            | EÉLV                     | ECO                      | 685          | 17,76        |             |             |
|                          | Claudy Vouhe             | EÉLV                     | ECO                      | 685          | 17,76        |             |             |
|                          |                          |                          |                          |              |              |             |             |
| Suffrages exprimés       | Suffrages exprimés       | Suffrages exprimés       | Suffrages exprimés       | 3 857        | 94,37        | 3 407       | 87,34       |
| Votes blancs             | Votes blancs             | Votes blancs             | Votes blancs             | 152          | 3,72         | 359         | 9,20        |
| Votes nuls               | Votes nuls               | Votes nuls               | Votes nuls               | 78           | 1,91         | 135         | 3,46        |
| Total                    | Total                    | Total                    | Total                    | 4 087        | 100          | 3 901       | 100         |
| Abstention               | Abstention               | Abstention               | Abstention               | 8 936        | 68,62        | 9 125       | 70,05       |
| Inscrits / participation | Inscrits / participation | Inscrits / participation | Inscrits / participation | 13 023       | 31,38        | 13 026      | 29,95       |

### Canton de la Charente-Nord
| Candidats                | Candidats                | Partis                   | Nuance                   | Premier tour | Premier tour | Second tour | Second tour |
| Candidats                | Candidats                | Partis                   | Nuance                   | Voix         | %            | Voix        | %           |
| ------------------------ | ------------------------ | ------------------------ | ------------------------ | ------------ | ------------ | ----------- | ----------- |
|                          | Brigitte Fouré           | UDI                      | DVD                      | 3 302        | 61,97        | 3 514       | 62,28       |
|                          | Fabrice Geoffroy         | DVD                      | DVD                      | 3 302        | 61,97        | 3 514       | 62,28       |
|                          | Agnès Baudrillart        | DVG                      | DVG                      | 2 026        | 38,03        | 2 128       | 37,72       |
|                          | Geoffroy Dudouit         | DVG                      | DVG                      | 2 026        | 38,03        | 2 128       | 37,72       |
|                          |                          |                          |                          |              |              |             |             |
| Suffrages exprimés       | Suffrages exprimés       | Suffrages exprimés       | Suffrages exprimés       | 5 328        | 91,64        | 5 642       | 93,57       |
| Votes blancs             | Votes blancs             | Votes blancs             | Votes blancs             | 234          | 4,02         | 213         | 3,53        |
| Votes nuls               | Votes nuls               | Votes nuls               | Votes nuls               | 252          | 4,33         | 175         | 2,90        |
| Total                    | Total                    | Total                    | Total                    | 5 814        | 100          | 6 030       | 100         |
| Abstention               | Abstention               | Abstention               | Abstention               | 8 175        | 58,44        | 7 962       | 56,90       |
| Inscrits / participation | Inscrits / participation | Inscrits / participation | Inscrits / participation | 13 989       | 41,56        | 13 992      | 43,10       |

### Canton de la Charente-Sud
| Candidats                | Candidats                | Partis                   | Nuance                   | Premier tour | Premier tour | Second tour | Second tour |
| Candidats                | Candidats                | Partis                   | Nuance                   | Voix         | %            | Voix        | %           |
| ------------------------ | ------------------------ | ------------------------ | ------------------------ | ------------ | ------------ | ----------- | ----------- |
|                          | Jacques Chabot           | UDI                      | DVC                      | 2 671        | 54,70        | 3 631       | 72,68       |
|                          | Isabelle Lagarde         | DVD                      | DVC                      | 2 671        | 54,70        | 3 631       | 72,68       |
|                          | Didier Genthial          | RN                       | RN                       | 1 129        | 23,12        | 1 365       | 27,32       |
|                          | Catherine Vandestick     | RN                       | RN                       | 1 129        | 23,12        | 1 365       | 27,32       |
|                          | Jacques Mercier          | EÉLV                     | ECO                      | 1 083        | 22,18        |             |             |
|                          | Nadine Risser            | EÉLV                     | ECO                      | 1 083        | 22,18        |             |             |
|                          |                          |                          |                          |              |              |             |             |
| Suffrages exprimés       | Suffrages exprimés       | Suffrages exprimés       | Suffrages exprimés       | 4 883        | 94,12        | 4 996       | 91,43       |
| Votes blancs             | Votes blancs             | Votes blancs             | Votes blancs             | 152          | 2,93         | 272         | 4,98        |
| Votes nuls               | Votes nuls               | Votes nuls               | Votes nuls               | 153          | 2,95         | 196         | 3,59        |
| Total                    | Total                    | Total                    | Total                    | 5 188        | 100          | 5 464       | 100         |
| Abstention               | Abstention               | Abstention               | Abstention               | 9 627        | 64,98        | 9 339       | 63,09       |
| Inscrits / participation | Inscrits / participation | Inscrits / participation | Inscrits / participation | 14 815       | 35,02        | 14 803      | 36,91       |

### Canton de Charente-Vienne
| Candidats                | Candidats                   | Partis                   | Nuance                   | Premier tour | Premier tour | Second tour | Second tour |
| Candidats                | Candidats                   | Partis                   | Nuance                   | Voix         | %            | Voix        | %           |
| ------------------------ | --------------------------- | ------------------------ | ------------------------ | ------------ | ------------ | ----------- | ----------- |
|                          | Philippe Bouty              | DVG                      | UG                       | 2 962        | 62,04        | 3 047       | 61,98       |
|                          | Jeanine Durepaire           | DVG                      | UG                       | 2 962        | 62,04        | 3 047       | 61,98       |
|                          | Didier-Joseph-Victor Hamard | DVD                      | DVC                      | 1 812        | 37,96        | 1 869       | 38,02       |
|                          | Danièle-Yvette Raynaud      | DVD                      | DVC                      | 1 812        | 37,96        | 1 869       | 38,02       |
|                          |                             |                          |                          |              |              |             |             |
| Suffrages exprimés       | Suffrages exprimés          | Suffrages exprimés       | Suffrages exprimés       | 4 774        | 90,01        | 4 916       | 92,53       |
| Votes blancs             | Votes blancs                | Votes blancs             | Votes blancs             | 255          | 4,81         | 207         | 3,90        |
| Votes nuls               | Votes nuls                  | Votes nuls               | Votes nuls               | 275          | 5,18         | 190         | 3,58        |
| Total                    | Total                       | Total                    | Total                    | 5 304        | 100          | 5 313       | 100         |
| Abstention               | Abstention                  | Abstention               | Abstention               | 8 281        | 60,96        | 8 285       | 60,93       |
| Inscrits / participation | Inscrits / participation    | Inscrits / participation | Inscrits / participation | 13 585       | 39,04        | 13 598      | 39,07       |

### Canton de Cognac-1
| Candidats                | Candidats                   | Partis                   | Nuance                   | Premier tour | Premier tour | Second tour | Second tour |
| Candidats                | Candidats                   | Partis                   | Nuance                   | Voix         | %            | Voix        | %           |
| ------------------------ | --------------------------- | ------------------------ | ------------------------ | ------------ | ------------ | ----------- | ----------- |
|                          | Jean-Hubert Lelièvre        | LR                       | LR                       | 1 923        | 56,81        | 2 125       | 60,85       |
|                          | Florence Péchevis           | LR                       | LR                       | 1 923        | 56,81        | 2 125       | 60,85       |
|                          | Noé Bruna                   | DVG                      | DVG                      | 1 108        | 32,73        | 1 367       | 39,15       |
|                          | Marianne Reynaud-Jeandidier | G.s                      | DVG                      | 1 108        | 32,73        | 1 367       | 39,15       |
|                          | Maëlle Debard               | LFI                      | FI                       | 354          | 10,46        |             |             |
|                          | Gaël Priet                  | LFI                      | FI                       | 354          | 10,46        |             |             |
|                          |                             |                          |                          |              |              |             |             |
| Suffrages exprimés       | Suffrages exprimés          | Suffrages exprimés       | Suffrages exprimés       | 3 385        | 92,59        | 3 492       | 93,34       |
| Votes blancs             | Votes blancs                | Votes blancs             | Votes blancs             | 141          | 3,86         | 134         | 3,58        |
| Votes nuls               | Votes nuls                  | Votes nuls               | Votes nuls               | 130          | 3,56         | 115         | 3,07        |
| Total                    | Total                       | Total                    | Total                    | 3 656        | 100          | 3 741       | 100         |
| Abstention               | Abstention                  | Abstention               | Abstention               | 8 564        | 70,08        | 8 479       | 69,39       |
| Inscrits / participation | Inscrits / participation    | Inscrits / participation | Inscrits / participation | 12 220       | 29,92        | 12 220      | 30,61       |

### Canton de Cognac-2
| Candidats                | Candidats                | Partis                   | Nuance                   | Premier tour | Premier tour | Second tour | Second tour |
| Candidats                | Candidats                | Partis                   | Nuance                   | Voix         | %            | Voix        | %           |
| ------------------------ | ------------------------ | ------------------------ | ------------------------ | ------------ | ------------ | ----------- | ----------- |
|                          | Pierre-Yves Briand       | MoDem                    | DVC                      | 1 995        | 66,50        | 2 110       | 66,94       |
|                          | Émilie Richaud           | DVD                      | DVC                      | 1 995        | 66,50        | 2 110       | 66,94       |
|                          | Mehdi Chaoua             | DVG                      | DVG                      | 1 005        | 33,50        | 1 042       | 33,06       |
|                          | Maryline Podtiaguine     | DVG                      | DVG                      | 1 005        | 33,50        | 1 042       | 33,06       |
|                          |                          |                          |                          |              |              |             |             |
| Suffrages exprimés       | Suffrages exprimés       | Suffrages exprimés       | Suffrages exprimés       | 3 000        | 91,32        | 3 152       | 93,20       |
| Votes blancs             | Votes blancs             | Votes blancs             | Votes blancs             | 175          | 5,33         | 162         | 4,79        |
| Votes nuls               | Votes nuls               | Votes nuls               | Votes nuls               | 110          | 3,35         | 68          | 2,01        |
| Total                    | Total                    | Total                    | Total                    | 3 285        | 100          | 3 382       | 100         |
| Abstention               | Abstention               | Abstention               | Abstention               | 8 599        | 72,36        | 8 501       | 71,54       |
| Inscrits / participation | Inscrits / participation | Inscrits / participation | Inscrits / participation | 11 884       | 27,64        | 11 883      | 28,46       |

### Canton de La Couronne
| Candidats                | Candidats                | Partis                   | Nuance                   | Premier tour | Premier tour | Second tour | Second tour |
| Candidats                | Candidats                | Partis                   | Nuance                   | Voix         | %            | Voix        | %           |
| ------------------------ | ------------------------ | ------------------------ | ------------------------ | ------------ | ------------ | ----------- | ----------- |
|                          | Jean-François Dauré      | DVG                      | SOC                      | 2 136        | 71,73        | 2 243       | 73,69       |
|                          | Fabienne Godichaud       | PS                       | SOC                      | 2 136        | 71,73        | 2 243       | 73,69       |
|                          | Frédéric Magnant         | DVD                      | DVD                      | 842          | 28,27        | 801         | 26,31       |
|                          | Monserrat Vidal-Montes   | DVD                      | DVD                      | 842          | 28,27        | 801         | 26,31       |
|                          |                          |                          |                          |              |              |             |             |
| Suffrages exprimés       | Suffrages exprimés       | Suffrages exprimés       | Suffrages exprimés       | 2 978        | 90,24        | 3 044       | 92,16       |
| Votes blancs             | Votes blancs             | Votes blancs             | Votes blancs             | 192          | 5,82         | 143         | 4,33        |
| Votes nuls               | Votes nuls               | Votes nuls               | Votes nuls               | 130          | 3,94         | 116         | 3,51        |
| Total                    | Total                    | Total                    | Total                    | 3 300        | 100          | 3 303       | 100         |
| Abstention               | Abstention               | Abstention               | Abstention               | 7 525        | 69,52        | 7 518       | 69,48       |
| Inscrits / participation | Inscrits / participation | Inscrits / participation | Inscrits / participation | 10 825       | 30,48        | 10 821      | 30,52       |

### Canton de Gond-Pontouvre
| Candidats                | Candidats                | Partis                   | Nuance                   | Premier tour | Premier tour | Second tour | Second tour |
| Candidats                | Candidats                | Partis                   | Nuance                   | Voix         | %            | Voix        | %           |
| ------------------------ | ------------------------ | ------------------------ | ------------------------ | ------------ | ------------ | ----------- | ----------- |
|                          | Thibaut Simonin          | PS                       | UG                       | 2 009        | 47,51        | 2 481       | 56,70       |
|                          | Maryline Vinet           | PCF                      | UG                       | 2 009        | 47,51        | 2 481       | 56,70       |
|                          | Corinne Meyer            | DVD                      | DVC                      | 1 727        | 40,84        | 1 895       | 43,30       |
|                          | Benoît Miège-Declercq    | DVD                      | DVC                      | 1 727        | 40,84        | 1 895       | 43,30       |
|                          | Jean-Louis Delage        | LFI                      | FI                       | 493          | 11,66        |             |             |
|                          | Marianne Mousset         | LFI                      | FI                       | 493          | 11,66        |             |             |
|                          |                          |                          |                          |              |              |             |             |
| Suffrages exprimés       | Suffrages exprimés       | Suffrages exprimés       | Suffrages exprimés       | 4 229        | 91,06        | 4 376       | 92,63       |
| Votes blancs             | Votes blancs             | Votes blancs             | Votes blancs             | 268          | 5,77         | 210         | 4,45        |
| Votes nuls               | Votes nuls               | Votes nuls               | Votes nuls               | 147          | 3,17         | 138         | 2,92        |
| Total                    | Total                    | Total                    | Total                    | 4 644        | 100          | 4 724       | 100         |
| Abstention               | Abstention               | Abstention               | Abstention               | 9 972        | 68,23        | 9 893       | 67,68       |
| Inscrits / participation | Inscrits / participation | Inscrits / participation | Inscrits / participation | 14 616       | 31,77        | 14 617      | 32,32       |

### Canton de Jarnac
| Candidats                | Candidats                | Partis                   | Nuance                   | Premier tour | Premier tour | Second tour | Second tour |
| Candidats                | Candidats                | Partis                   | Nuance                   | Voix         | %            | Voix        | %           |
| ------------------------ | ------------------------ | ------------------------ | ------------------------ | ------------ | ------------ | ----------- | ----------- |
|                          | Anne Martron             | DVD                      | DVC                      | 1 966        | 52,57        | 2 323       | 64,14       |
|                          | Jérôme Sourisseau        | UDI                      | DVC                      | 1 966        | 52,57        | 2 323       | 64,14       |
|                          | Stéphanie Payen          | DVG                      | UG                       | 1 081        | 28,90        | 1 299       | 35,86       |
|                          | Jérôme Royer             | PS                       | UG                       | 1 081        | 28,90        | 1 299       | 35,86       |
|                          | Benard Clautour          | RN                       | RN                       | 693          | 18,53        |             |             |
|                          | Laura Meunier            | RN                       | RN                       | 693          | 18,53        |             |             |
|                          |                          |                          |                          |              |              |             |             |
| Suffrages exprimés       | Suffrages exprimés       | Suffrages exprimés       | Suffrages exprimés       | 3 740        | 95,26        | 3 622       | 93,98       |
| Votes blancs             | Votes blancs             | Votes blancs             | Votes blancs             | 116          | 2,95         | 128         | 3,32        |
| Votes nuls               | Votes nuls               | Votes nuls               | Votes nuls               | 70           | 1,78         | 104         | 2,70        |
| Total                    | Total                    | Total                    | Total                    | 3 926        | 100          | 3 854       | 100         |
| Abstention               | Abstention               | Abstention               | Abstention               | 8 052        | 67,22        | 8 126       | 67,83       |
| Inscrits / participation | Inscrits / participation | Inscrits / participation | Inscrits / participation | 11 978       | 32,78        | 11 980      | 32,17       |

### Canton de Touvre-et-Braconne
| Candidats                | Candidats                | Partis                   | Nuance                   | Premier tour | Premier tour | Second tour | Second tour |
| Candidats                | Candidats                | Partis                   | Nuance                   | Voix         | %            | Voix        | %           |
| ------------------------ | ------------------------ | ------------------------ | ------------------------ | ------------ | ------------ | ----------- | ----------- |
|                          | Michel Buisson           | DVG                      | UG                       | 2 738        | 67,14        | 3 136       | 76,77       |
|                          | Fatna Ziad               | DVG                      | UG                       | 2 738        | 67,14        | 3 136       | 76,77       |
|                          | Bastien Engelbach        | LREM                     | REM                      | 970          | 23,79        | 949         | 23,23       |
|                          | Charlène Mesnard         | LREM                     | REM                      | 970          | 23,79        | 949         | 23,23       |
|                          | Béatrice Demuth          | LFI                      | FI                       | 370          | 9,07         |             |             |
|                          | Nicolas Lolmède          | LFI                      | FI                       | 370          | 9,07         |             |             |
|                          |                          |                          |                          |              |              |             |             |
| Suffrages exprimés       | Suffrages exprimés       | Suffrages exprimés       | Suffrages exprimés       | 4 078        | 92,81        | 4 085       | 93,67       |
| Votes blancs             | Votes blancs             | Votes blancs             | Votes blancs             | 209          | 4,76         | 164         | 3,76        |
| Votes nuls               | Votes nuls               | Votes nuls               | Votes nuls               | 107          | 2,44         | 112         | 2,57        |
| Total                    | Total                    | Total                    | Total                    | 4 394        | 100          | 4 361       | 100         |
| Abstention               | Abstention               | Abstention               | Abstention               | 9 981        | 69,43        | 10 017      | 69,67       |
| Inscrits / participation | Inscrits / participation | Inscrits / participation | Inscrits / participation | 14 375       | 30,57        | 14 378      | 30,33       |

### Canton de Tude-et-Lavalette
| Candidats                | Candidats                | Partis                   | Nuance                   | Premier tour | Premier tour | Second tour | Second tour |
| Candidats                | Candidats                | Partis                   | Nuance                   | Voix         | %            | Voix        | %           |
| ------------------------ | ------------------------ | ------------------------ | ------------------------ | ------------ | ------------ | ----------- | ----------- |
|                          | Patrick Gallès           | PS                       | DVG                      | 1 670        | 34,7         | 2 568       | 53,52       |
|                          | Nelly Vergez             | DVG                      | DVG                      | 1 670        | 34,7         | 2 568       | 53,52       |
|                          | Patrick Epaud            | DVD                      | UCD                      | 1 284        | 26,68        | 2 230       | 46,48       |
|                          | Christine Labrousse      | DVD                      | UCD                      | 1 284        | 26,68        | 2 230       | 46,48       |
|                          | Joël Boniface            | DVD                      | DVD                      | 952          | 19,78        |             |             |
|                          | Martine Segalini         | DVD                      | DVD                      | 952          | 19,78        |             |             |
|                          | Pascal Dalanson          | RN                       | RN                       | 907          | 18,84        |             |             |
|                          | Élodie Lebeau            | RN                       | RN                       | 907          | 18,84        |             |             |
|                          |                          |                          |                          |              |              |             |             |
| Suffrages exprimés       | Suffrages exprimés       | Suffrages exprimés       | Suffrages exprimés       | 4 813        | 94,71        | 4 798       | 91,36       |
| Votes blancs             | Votes blancs             | Votes blancs             | Votes blancs             | 131          | 2,58         | 237         | 4,51        |
| Votes nuls               | Votes nuls               | Votes nuls               | Votes nuls               | 138          | 2,72         | 217         | 4,13        |
| Total                    | Total                    | Total                    | Total                    | 5 082        | 100          | 5 252       | 100         |
| Abstention               | Abstention               | Abstention               | Abstention               | 7 869        | 60,76        | 7 705       | 59,47       |
| Inscrits / participation | Inscrits / participation | Inscrits / participation | Inscrits / participation | 12 951       | 39,24        | 12 957      | 40,53       |

### Canton de Val de Nouère
| Candidats                | Candidats                  | Partis                   | Nuance                   | Premier tour | Premier tour | Second tour | Second tour |
| Candidats                | Candidats                  | Partis                   | Nuance                   | Voix         | %            | Voix        | %           |
| ------------------------ | -------------------------- | ------------------------ | ------------------------ | ------------ | ------------ | ----------- | ----------- |
|                          | Marie-Henriette Beaugendre | UDI                      | UCD                      | 2 871        | 58,60        | 3 014       | 59,05       |
|                          | François Bonneau           | DVD                      | UCD                      | 2 871        | 58,60        | 3 014       | 59,05       |
|                          | Michel Germaneau           | DVG                      | DVG                      | 2 028        | 41,40        | 2 090       | 40,95       |
|                          | Isabelle Moufflet          | DVG                      | DVG                      | 2 028        | 41,40        | 2 090       | 40,95       |
|                          |                            |                          |                          |              |              |             |             |
| Suffrages exprimés       | Suffrages exprimés         | Suffrages exprimés       | Suffrages exprimés       | 4 899        | 92,50        | 5 104       | 94,62       |
| Votes blancs             | Votes blancs               | Votes blancs             | Votes blancs             | 214          | 4,04         | 177         | 3,28        |
| Votes nuls               | Votes nuls                 | Votes nuls               | Votes nuls               | 183          | 3,46         | 113         | 2,09        |
| Total                    | Total                      | Total                    | Total                    | 5 296        | 100          | 5 394       | 100         |
| Abstention               | Abstention                 | Abstention               | Abstention               | 10 709       | 66,91        | 10 620      | 66,32       |
| Inscrits / participation | Inscrits / participation   | Inscrits / participation | Inscrits / participation | 16 005       | 33,09        | 16 014      | 33,68       |

### Canton de Val de Tardoire
| Candidats                | Candidats                | Partis                   | Nuance                   | Premier tour | Premier tour | Second tour | Second tour |
| Candidats                | Candidats                | Partis                   | Nuance                   | Voix         | %            | Voix        | %           |
| ------------------------ | ------------------------ | ------------------------ | ------------------------ | ------------ | ------------ | ----------- | ----------- |
|                          | Michaël Canit            | PS                       | UGE                      | 3 092        | 57,46        | 3 384       | 60,05       |
|                          | Marie Pragout            | EÉLV                     | UGE                      | 3 092        | 57,46        | 3 384       | 60,05       |
|                          | Marie-Hélène Boisseau    | DVD                      | DVC                      | 2 289        | 42,54        | 2 251       | 39,95       |
|                          | Jean-Marc Brouillet      | DVD                      | DVC                      | 2 289        | 42,54        | 2 251       | 39,95       |
|                          |                          |                          |                          |              |              |             |             |
| Suffrages exprimés       | Suffrages exprimés       | Suffrages exprimés       | Suffrages exprimés       | 5 381        | 89,55        | 5 635       | 91,97       |
| Votes blancs             | Votes blancs             | Votes blancs             | Votes blancs             | 330          | 5,49         | 259         | 4,23        |
| Votes nuls               | Votes nuls               | Votes nuls               | Votes nuls               | 298          | 4,96         | 233         | 3,80        |
| Total                    | Total                    | Total                    | Total                    | 6 009        | 100          | 6 127       | 100         |
| Abstention               | Abstention               | Abstention               | Abstention               | 10 811       | 64,27        | 10 690      | 63,57       |
| Inscrits / participation | Inscrits / participation | Inscrits / participation | Inscrits / participation | 16 820       | 35,73        | 16 817      | 36,43       |